# Nerone e Messalina
Nerone e Messalina è un film del 1953, diretto da Primo Zeglio.

## Trama
Nerone, nipote di Caligola e figlio di Agrippina, moglie dell'imperatore Claudio, 
prende il posto al trono con l'aiuto della madre.
Ma il giovane imperatore si rivela tutt'altro che buono e organizza feste, baccanali, giochi in suo onore, per dimostrare la sua superiorità sul Popolo di Roma e per dimostrare la sua audacia e la sua sfrontatezza, fa uccidere la madre, il maestro Seneca, le due spose Ottavia e Poppea Sabina e gran parte dei cristiani che risiedevano nella città, accusandoli di aver provocato un incendio.
Il film ne ripercorre una breve ma importante sequenza della sua vita, in cui l'imperatore tradisce e uccide la seconda moglie Poppea e s'innamora della bella Messalina.